# Fermi-Pasta-Ulam-Tsingou-Experiment
Das Fermi-Pasta-Ulam-Tsingou-Experiment (häufig auch Fermi-Pasta-Ulam-Experiment genannt) untersucht das Schwingungsverhalten komplexer Systeme. Das überraschende Ergebnis dieses Experiments zählt zu den wesentlichen Beiträgen der Chaosforschung.
Außerdem beeinflusste es als eines der ersten Computerexperimente das Verfahren der Simulation als Experimentiertechnik wesentlich.

## Versuchsanordnung

Bei einem linearen Schwinger (purpur) verbleibt die gesamte Amplitude in einem Schwingungsmodus. Bei quadratischer nichtlinearer Kopplung verteilt sich die Energie auf alle Schwingungsmodi. Aber nach einiger Zeit kehrt die gesamte Amplitude in den ursprünglichen Schwingungsmodus zurück.

Dieses Experiment wurde im Sommer 1953 von Mary Tsingou, Enrico Fermi, John R. Pasta und Stanislaw Ulam durchgeführt und 1955 in einem Bericht des Los Alamos National Laboratory publiziert. Es war eines der ersten Computerexperimente; die Versuchsanordnung war ein im Computer, dem MANIAC I, simuliertes Modell. Untersucht wurde die Energie einer schwingenden Saite, deren Verhalten mit einem nichtlinearen Teilterm (quadratisch und kubisch) beschrieben wird.

## Erwartung
Bei einem linearen Schwinger stellen sich gleiche Zustände nach gleichen zeitlichen (oder örtlichen) Abständen wieder ein, es sind einzelne Frequenzen (Schwingungsmodi) bestimmbar.
Bei nichtlinearer Kopplung erwartete Fermi ein ergodisches Verhalten: Die bestimmende Frequenz schwächt sich in ihrer Auswirkung ab, alle Modi können gleich angeregt werden → die Anordnung verhält sich zufällig.

## Ergebnisse
Statt des zufälligen stellt sich ein fast periodisches (quasi-periodisches) Verhalten ein. Daraus wird gefolgert:
- viele nicht-lineare Gleichungen sind exakt lösbar
- ergodisches Verhalten kann von der Anfangsenergie abhängig sein

1965 konnten Norman Zabusky und Martin Kruskal zeigen, dass die Korteweg-de-Vries-Gleichung den kontinuierlichen Grenzfall darstellt, und damit eine erste Erklärung für das quasi-periodische Verhalten geben.
Neben diesen Erkenntnissen zur Komplexität nichtlinearer Systeme war die Benutzung eines Computers zur Untersuchung mechanischer und physikalischer Vorgänge eine Pioniertat.